# Иулиан Сорский
Иулиан († Сора, 27 января 161 года) — святой мученик Сорский. День памяти — 27 января.

## Житие
Согласно преданию, о котором сообщается в текстах, в частности, у кардинала Цезаря Барония, св. Иулиан был молодым человеком (быть может воином), пострадавшим во времена правления императора Антонина Пия в Италии, куда он прибыл из Далмации для проповеди Евангелия.
Святой Иулиан был обезглавлен: Sorae sancti Juliani Martyris, qui, in persecutione Antonini, sub Flaviano Preside, comprehensus est, et, cum idolorum templum, dum ipse torqueretur, corruisset, martyrii coronam, truncato capite, accepit.